# محمد حداد
محمد حداد (مواليد 2 أكتوبر 1975 في المحرق، مملكة البحرين) مؤلف موسيقي وناقد موسيقي بحريني. فنان نشط في الساحة الموسيقية البحرينية ومؤلف موسيقي رائد في سينما الأفلام البحرينية.

## النشأة والعائلة
ولد محمد حداد في 2 أكتوبر 1975 في مدينة المحرق بمملكة البحرين وهو الطفل الثاني للأب قاسم حداد والأم موزة الشملان جنبا إلى جنب مع أخته الكبرى طفول حداد وشقيقه الأصغر مهيار حداد. والده الشاعر قاسم حداد هو شخصية ثقافية مؤثرة في البحرين.
في عام 1982 افصح حداد عن رغبته لوالديه بانه يريد دراسة الموسيقى ويصبح موسيقياً محترفاً. عندما انتقل إلى المدرسة الاعدادية في سن الثانية عشر التقط آلة عود وجعلها آلته الرئيسية، إلى أن سافر إلى القاهرة للحصول على شهادة في الموسيقى حيث درس التأليف الموسيقي والقيادة مع التركيز على آلة البيانو.
بعد عودته إلى البحرين من القاهرة شغل منصب أخصائي أول للنشاط الموسيقي وموجه نادي الموسيقى في جامعة البحرين منذ عام 2001 الى عام 2024 حيث ترك الجامعة وتفرغ للتأليف والمشاريع الموسيقية.
في عام 2005 تزوج المهندسة البحرينية ميسم الناصر ولديه ابنتين : رمز ولمار .

## التعليم
في عام 2000 حصل حداد على درجة البكالوريوس في التأليف الموسيقي والقيادة بدرجة امتياز مع مرتبة الشرف من المعهد العالي للموسيقى القومية (الكونسرفاتوار) في مصر.
ما بين 1993 و2000 درس حداد قراءة المدونات على يد المايسترو أحمد الصعيدي، والتحليل الموسيقي على يد الدكتورة عواطف عبد الكريم، وأساسيات التأليف الموسيقي على يد أحمد عبد الله ومونا غنيم وراجح داوود. أثناء دراسة حداد في القاهرة شارك في البحرين في ورشة عمل موسيقية للعود تحت إشراف الموسيقي وعازف العود العراقي نصير شمة.

## الإنجازات
لدى عودته من رحلة الدراسة بالقاهرة شارك حداد مباشرة في المشهد الفني في البحرين. ففي عام 2000 كتب موسيقى مسرحية (ثلاثة بنات... حريم) مباشرة بعد تخرجه. استمر في تأليف الموسيقى والمؤثرات الصوتية لعدد من المسرحيات منها (ليلة الزفاف) في عام 2001، (عذاري) و (الحياة ليست جادة) في عام 2003، (عند منتصف الليل) في عام 2004، و (أخبار المجنون) في عام 2005.
أيضا في عام 2005 بينما كان في زيارة إلى اسكتلندا قام بتأليف موسيقى الرسوم المتحركة إنفعالات متحركة وهو مشروع للباحثة هبة أبو الحسن في كلية ادنبره للفنون.
بحلول عام 2006 قدم حداد نفسه كواحد من المؤلفين الموسيقيين في البحرين وهو العام نفسه الذي تم اختياره من قبل المخرج البحريني بسام الذوادي لتأليف موسيقى الفيلم البحريني حكاية بحرينية، الفيلم تلقى إشادة كبيرة في جميع أنحاء منطقة الخليج العربي.
عام 2008 كان عاماً مثمرا لحداد حيث قام بتأليف موسيقى ستة أفلام قصيرة مستقلة وهي: رؤية مستقبلية فيلم وثائقي من إخراج بسام الذوادي وعشاء من إخراج حسين الرفاعي، وغياب للمخرج محمد راشد بوعلي، وياسين من إخراج جمال الغيلان، ثم عمل مع المخرج الإماراتي خالد المحمود في فيلمه القصير بنت النوخذة، وكان آخر أفلامه في عام 2008 فيلم مريمي من إخراج علي العلي.
إشتغل حداد في مشروعين مشتركين مع والده الشاعر قاسم حداد وأخته المصورة الفوتوغرافية طفول حداد هما «طرفة» و «فنسنت» حيث نتج عن كل مشروع منهما اسطوانة موسيقية، كتاب شعر وسرد، وألبوم صور فنية. كما تعاون مع مجموعة كبيرة من الموسيقيين في البحرين كموزع موسيقي وعازف بيانو وعود. من أهم الموسيقيين الذين عمل معهم بشكل متواصل الفنان علاء غواص حيث شارك في مجموعة من البوماته كموزع الوتريات وعازف بيانو وعود.
كتب حداد مقالات هامة حول الموسيقى في العديد من الصحف البحرينية منذ عام 1995 وحتى اليوم. وقدم مجموعة كبيرة من الورش الموسيقية وحلقات النقاش في الكثير من المهرجانات منها مهرجان ربيع الثقافة في البحرين، ومهرجان الخليج السينمائي في الإمارات، ومهرجان أفلام السعودية.
نال محمد حداد عام 2018 جائزة «محمد البنكي لشخصية العام الثقافية» التي تقدمها هيئة البحرين للثقافة والآثار بمملكة البحرين. وتمنح هذه الجائزة لمن يقدم منتجاً فكرياً يتطرق إلى أحد الموضوعات التي تندرج تحت مسمى الإبداع الأدبي والفني، والتي تشمل الشعر، القصة القصيرة، الرواية، النقد الأدبي، الموسيقى، التشكيل وكل مايختص بجوانب الإبداع المختلفة.

## المؤلفات

### البومات
| # | سنة الإنتاج | إسم الألبوم   |
| 1 | 2006        | حكاية بحرينية |
| 2 | 2011        | طرفة          |
| 3 | 2016        | فنسنت         |

### أفلام روائية
| # | سنة الإنتاج | إسم الفيلم        | إسم المخرج      |
| 1 | 2006        | حكاية بحرينية     | بسام الذوادي    |
| 2 | 2010        | أيام يوسف الأخيرة | محمد جناحي      |
| 3 | 2014        | الشجرة النائمة    | محمد راشد بوعلي |

### أفلام قصيرة
| #  | سنة الإنتاج | إسم الفيلم    | إسم المخرج      | إسم الدولة                  |
| 1  | 2008        | عشاء          | حسين الرفاعي    | البحرين                     |
| 2  | 2008        | غياب          | محمد راشد بوعلي | البحرين                     |
| 3  | 2008        | ياسين         | جمال الغيلان    | البحرين                     |
| 4  | 2008        | بنت النوخذة   | خالد المحمود    | الإمارات                    |
| 5  | 2008        | مريمي         | علي العلي       | البحرين                     |
| 6  | 2009        | البشارة       | محمد راشد بوعلي | البحرين                     |
| 7  | 2009        | زهور تحترق    | محمد ابراهيم    | البحرين                     |
| 8  | 2009        | قفص           | حسين الرفاعي    | البحرين                     |
| 9  | 2011        | قصيدة الخريف  | شامين يازداني   | إيران / الإمارات            |
| 10 | 2012        | هنا لندن      | محمد راشد بوعلي | الإمارات / البحرين          |
| 11 | 2012        | طريق واحد     | حسن الإسكافي    | البحرين                     |
| 12 | 2013        | شكوى          | عماد علي عباس   | العراق / البحرين / الإمارات |
| 13 | 2014        | السوق المركزي | صالح ناس        | البحرين                     |
| 14 | 2014        | بقايا أنثى    | حسن الإسكافي    | البحرين                     |
| 15 | 2015        | سيحل النور    | سلمان يوسف      | البحرين                     |
| 16 | 2015        | إيكير         | أنيش بابو فيرغس | الهند / البحرين             |
| 17 | 2016        | الأشقر        | سلمان يوسف      | البحرين                     |
| 18 | 2017        | لسان          | محمد السلمان    | السعودية                    |
| 19 | 2018        | مسافر         | أحمد جاسم محمد  | البحرين                     |
| 20 | 2018        | إجازة ملاك    | موسى الثنيان    | السعودية                    |
| 21 | 2019        | ستارة         | محمد السلمان    | السعودية                    |
| 22 | 2019        | سما           | عمار زينل       | البحرين                     |
| 23 | 2019        | محاولة        | يعقوب المرزوق   | السعودية                    |

### أفلام وثائقية
| # | سنة الإنتاج | إسم الفيلم       | إسم المخرج   | إسم الدولة |
| 1 | 2017        | آلات حادة        | نجوم الغانم  | الإمارات   |
| 2 | 2013        | عسل ومطر وغبار   | نجوم الغانم  | الإمارات   |
| 3 | 2008        | أحمر، أزرق، أصفر | نجوم الغانم  | الإمارات   |
| 4 | 2008        | رؤية مستقبلية    | بسام الذوادي | البحرين    |
| 5 | 1999        | ما بين ضفتين     | نجوم الغانم  | الإمارات   |

### أفلام تحريك
| # | سنة الإنتاج | إسم الفيلم             | الجهة المنتجة                      | إسم الدولة         |
| 1 | 2018        | أمل تلعب               | المؤسسة الخيرية الملكية            | البحرين            |
| 2 | 2011        | كورنيش الواجهة البحرية | درة البحرين                        | البحرين            |
| 3 | 2010        | المدينة الذكية         | COWI group                         | البحرين - السعودية |
| 4 | 2005        | إنفعالات متحركة        | كلية أدنبره للفنون - هبة أبو الحسن | سكوتلندا - لبنان   |

### موسيقى المسرح
| #  | سنة الإنتاج | إسم المسرحية             | إسم المخرج        | إسم المسرح   |
| 1  | 2019        | لحن التماثيل             | طاهر محسن         | مسرح أوال    |
| 2  | 2018        | الحاجز                   | إبراهيم خلفان     | مسرح الصواري |
| 3  | 2010        | الصفحة الأولي من الجريدة | عبد الله السعداوي | مسرح الصواري |
| 4  | 2005        | أخبار المجنون            | خالد الرويعي      | مسرح أوال    |
| 5  | 2004        | الساعة 12 ليلاً           | عبد الله السعداوي | مسرح الصواري |
| 6  | 2003        | الحياة ليست جادة         | عبد الله السعداوي | مسرح الصواري |
| 7  | 2003        | عذاري                    | جمعان الرويعي     | مسرح أوال    |
| 8  | 2001        | ليلة زفاف                | عبدالله سويد      | مسرح الجزيرة |
| 9  | 2000        | ثلاث بنات.. حريم         | خالد الرويعي      | مسرح الصواري |
| 10 | 1996        | سراديب                   | جمال الصقر        |              |
| 11 | 1995        | الحساء الأخير            | يوسف الحمدان      | مسرح الصواري |

## جوائز
فاز حداد بجائزة التميز في الأداء المسرحي البحريني لأفضل موسيقى ومؤثرات صوتية مرتين. في عام 2004 فاز بجائزة أفضل موسيقى عن مسرحية أخبار المجنون للمخرج خالد الرويعي وفي عام 2005 فاز مرة أخرى عن مسرحية عذاري إخراج جمعان الرويعي. تم تكريم حداد من قبل إدارة الثقافة والتراث الوطني من وزارة الإعلام في مملكة البحرين.
في أغسطس 2008 حصل على شهادة تقدير لموسيقاه الأصلية في الفيلمين غياب وعشاء في مهرجان الريف الثاني للأفلام القصيرة في البحرين. وتم تكريمه عام 2012 في نادي البحرين للسينما على جهوده في إثراء التجارب السينمائية في البحرين ودعم هذه التجارب بمؤلفاته الموسيقية، وذلك بقيامه بتطوير صناعة موسيقى الفيلم للعديد من الافلام السينمائية.
كما اختير عضواً في المجلس الفني لأكاديمية الموسيقى الأوروبية المتوسطية للسلام EMMA for Peace  والتي مقرها في روما - إيطاليا منذ عام 2013 وحتى الآن، وعضو لجنة تحكيم دائم لمسابقة إنكور الدولية للموسيقى الكلاسيكية في لندن - إنجلترا ENKOR Int'l Music Competition منذ عام 2015.
- 2019 جائزة أفضل موسيقى عن مسرحية «لحن التماثيل» - مهرجان أوال المسرحي الدولي 12 - البحرين.[21]
- 2018 جائزة التميز الموسيقى الأصلية عن الفيلم الوثائقي «آلات حادة» - مهرجان وثائقيات بلا حدود السينمائي - الولايات المتحدة.
- 2018 جائزة «محمد البنكي لشخصية العام الثقافية» - وزارة الثقافة - مملكة البحرين.[15]
- 2016 الميدالية الذهبية عن البوم «فنسنت» - جائزة الموسيقى العالمية GMA - الولايات المتحدة.[22]
- 2013 جائزة أفضل موسيقى عن فيلم «طريق واحد» - مهرجان نقش للأفلام القصيرة - مملكة البحرين.
- 2012 جائزة أفضل إصدار عن ألبوم «طرفة» - جائزة الموسيقى العالمية GMA - الولايات المتحدة.[23][24]
- 2005 جائزة التميز للعروض المسرحية البحرينية (أفضل موسيقى مؤلفة محلياً) عن مسرحية «أخبار المجنون» - وزارة الثقافة - مملكة البحرين.
- 2004 جائزة التميز للعروض المسرحية البحرينية (أفضل موسيقى مؤلفة محلياً) عن مسرحية «عذاري» - وزارة الثقافة - مملكة البحرين.[25]
- 2000 جائزة أفضل موسيقى عن مسرحية «ثلاث بنات حريم» - مهرجان الصواري المسرحي السابع للهواة - مملكة البحرين.

## روابط خارجية
- موقع محمد حداد الرسمي
- محمد حداد على موقع IMDb (الإنجليزية)
- محمد حداد على موقع قاعدة بيانات الفيلم (الإنجليزية)